# اقمار كوكب المشتري (قصة)
أقمار المشتري (1978/1982) قصة قصيرة لأليس مونرو، الفائزة الكندية بجائزة نوبل في الأدب عام 2013. إنه يتعامل مع كيفية تغير الحقائق وبمرور الوقت. القصة 17 صفحات طولها ومكونة من 7 المقاطع ومع أقصر قسم وهو القسم الأخير.

## ملخص
جانيت، كاتبة مطلقة في منتصف العمر أصبحت ناجحة إلى حد ما، تزور والدها المحتضر في أحد مستشفيات تورنتو، حيث كانت قد قادته في اليوم السابق. تمكث طوال الليل في شقة ابنتها الصغرى، جوديث، التي تقضي عطلة مع صديقها، وتفكر (وتفتقد) ابنتها الكبرى، نيكولا، التي تفضل عدم الاتصال بها. غيّر والدها، الذي كان قد قرر في البداية رفض الجراحة (مما يعني أن متوسط العمر المتوقع ربما ثلاثة أشهر أخرى)، غير رأيه ومن المقرر أن يخضع لعملية جراحية في اليوم التالي. جانيت، التي بدأت تتأقلم مع توقعات سير المرض، غير مستقرة لأن الجراحة تعني خطر الموت على الطاولة؛ في محاولة لاستعادة رباطة جأشها، تذهب إلى القبة السماوية وتبقى لحضور عرض تقديمي، مما يثير العديد من الإدراك، من بينها أن ما كان يومًا ما حقيقة يمكن استبداله بمعلومات جديدة، حقائق جديدة. في ذلك المساء في المستشفى، استجوبت والدها على أقمار كوكب المشتري والأصول الأسطورية لاسم القمر جانيميد، مدركة أن هذه قد تكون آخر الكلمات التي ستسمعه ينطق بها. تنتهي القصة بتأملها في اللحظات التي أعقبت عرض القبة السماوية في وقت سابق من ذلك اليوم، وحيث توصلت إلى بعض القبول ولقرارات ابنتها الكبرى ووالدها، ثم عادت إلى المستشفى.

## التفسير والنقد
في بيان تهنئتها على جائزة نوبل في الأدب لعام 2013 لأليس مونرو في صحيفة الغارديان ، قالت مارجريت أتوود بالإشارة إلى هذه القصة، أولاً، يجب السعي لتحقيق النجاح أولاً، ومن ثم يبدو أنه يتعين على المرء أن يعتذر عن ذلك. تتم معاقبة شخصيات مونرو على الرغم من نجاحها، مثل الكاتبة جانيت في "The Moons of Jupiter"، كما يقول أتوود. يشير تيم ماكنتاير، في تحليل عام 2009، إلى أن واقعية مونرو مع «قدرتها على التوصيف والتعاطف والحضور» صُممت لتعمل في مواجهة «الفهم المتطور للمؤلف لعجز اللغة عن تمثيل العالم أو الكلية بشكل مثالي. من الوجود».

## تاريخ النشر
نُشر "The Moons of Jupiter" في الأصل في النيويوركر في 22 مايو، 1978،  مع إعادة نشر نسخة مختلفة قليلاً كقصة عنوان مجموعة مونرو الخامسة التي ظهرت في 1982. تم تضمين فيلم "The Moons of Jupiter" في مجموعات المؤلف الخاصة ثلاث مرات، في 1996، في 2004 و 2006، مما يجعل نطاق العمل من بين تلك التي تمت إعادة نشرها أكثر من غيرها. علاوة على ذلك، يعد فيلم "The Moons of Jupiter" من بين القصص التي أدت إلى اختراق مونرو الدولي خلال سنوات حوالي عام 1980. 
في النسخة الأولى من القصة، لم تكن جانيت كاتبة ولكنها رسامة.  بالنسبة للإصدار الثاني، تمت إضافة «القياس» في القسم 5 (انظر الخط المائل): «لقد رأيت كيف يمكن الحفاظ على أشكال الحب مع شخص محبوب ولكن مع الحب في الواقع محسوبًا ومنضبطًا، لأنه يجب عليك البقاء على قيد الحياة.» قرب نهاية نفس القسم، في الجملة التي تبدأ بعبارة «Moonless Mercury تدور ثلاث مرات أثناء الدوران حول الشمس مرتين؛ ترتيب قديم، ليس مُرضيًا مثل الترتيب القديم، لمرة واحدة» تم استبدال المقارنة في الإصدار الثاني بـ «not مرضية مثل ما أخبرونا به - أنه استدار مرة واحدة ودار حول الشمس». (النسخة الثانية، 1982)